# Periscepsia stylata
Periscepsia stylata är en tvåvingeart som först beskrevs av Brauer och Julius Edler von Bergenstamm 1891.  Periscepsia stylata ingår i släktet Periscepsia och familjen parasitflugor. Inga underarter finns listade i Catalogue of Life.